# Rare
A Rare-t 1983-ban egy angol testvérpár, Chris és Tim Stamper alapította. A játékfejlesztő cég akkori neve Ashby de la Zouch volt. Ezt a nevet csak egy játék erejéig használtak, ami nem volt más, mint a ZX Spectrumra fejlesztett, nagy sikert hozó Jetpac. Ezután a céget Ultimate Play The Game-re nevezték át (enyhe egoizmussal, ami jogos is volt a sikert tekintve) és csak sokkal később hívták Rare-nek. A fejlesztő csapat legtöbb játéka osztatlan sikert aratott, mivel szinte mindegyikben tudtak újdonságot mutatni, mind technológiailag, mind játékmenetben.
Rengeteg kiadónál fordult meg a cég (beleértve saját magát is), és 16 különböző géptípusra fejlesztett. Leghosszabb időszakát a Nintendo kötelékében töltötte (1988-tól mai napig fejleszt ezekre a gépekre) és ebben az időszakban kapta a legtöbb elismerést és díjat is.
2002 fordulópont volt a cég életében, mivel a Microsoft felvásárolta a Nintendo 49%-os részesedését a cégből 375 millió dollárért, ami megrengette a játékos társadalmat. Sok ember pont emiatt az esemény miatt döntött az Xbox mellett. A Rare továbbra is fejleszt Nintendo gépekre, de csak a hordozható kategóriában (Game Boy Advance és 2005 júniusa óta Nintendo DS).
2007. január 3-án a két alapító tag elhagyta a céget, a hivatalos közlemény így fogalmazott: "Csupán azért távoznak a cég éléről, hogy más lehetőségeket találjanak, sok sikert kívánunk nekik ehhez". Helyükre Mark Betteridge, valamint Gregg Mayles került.
2008 júniusában jelentették be, hogy játékaik összeladása átlépte a százmilliós határt.

## Játékaik a megjelenés éve szerint

### 1983
- Jetpac (Spectrum, BBC, Vic 20) – Ultimate
- Atic Atac (Spectrum) – Ultimate
- PSSST (Spectrum) – Ultimate
- Tranz Am (Spectrum) – Ultimate

### 1984
- Alien 8 (Spectrum, Amstrad, BBC, MSX) – Ultimate
- Entombed (C64) – Ultimate
- Cookie (Spectrum) – Ultimate
- Knight Lore (Spectrum, Amstrad, BBC, MSX) – Ultimate
- Lunar Jetman (Spectrum, BBC) – Ultimate
- Sabre Wulf (Spectrum, C64, Amstrad, BBC) – Ultimate
- The Staff of Karnath (C64) – Ultimate
- Underwurlde (Spectrum, C64) – Ultimate

### 1985
- Blackwyche (C64) – ULTIMATE
- Nightshade (Spectrum, C64, Amstrad, BBC, MSX) – Ultimate
- Pentagram (Spectrum, MSX) – Ultimate

### 1986
- Outlaws (C64) – Ultimate
- Cosmic Battlezones (BBC) – Ultimate
- Cyberun (Spectrum, Amstrad, MSX) – Ultimate
- DragonSkulle (C64) – Ultimate
- Gunfright (Spectrum, Amstrad, MSX) – Ultimate
- Imhotep (C64) – Ultimate

### 1987
- Martianoids (Spectrum) – Ultimate
- Bubbler (Spectrum, Amstrad) – Ultimate
- Slalom (NES) – Nintendo

### 1988
- The Collected Works (Spectrum) – Ultimate
- R.C. Pro-AM (NES) – Nintendo
- Wheel Of Fortune (NES) – Gametek
- Jeopardy! (NES) – Gametek
- Anticipation (NES) – Nintendo

### 1989
- Marble Madness (NES) – MILTON BRADLEY
- World Games (NES) – MILTON BRADLEY
- WWF Wrestlemania (NES) – ACCLAIM
- Sesame Street 123 (NES) – HI TECH
- John Elway’s Quarterback (NES) – TRADEWEST
- California Games (NES) – MILTON BRADLEY
- Taboo (NES) – TRADEWEST
- Wizards & Warriors (NES) – ACCLAIM
- Sesame Street ABC (NES) – HI TECH
- Hollywood Squares (NES) – GAMETEK
- Who Framed Roger Rabbit (NES) – LJN
- Jordan VS. Bird: One On One (NES) – MILTON BRADLEY
- Cobra Triangle (NES) – NINTENDO
- Ironsword: Wizards & Warriors II (NES) – ACCLAIM
- Wheel Of Fortune Junior Edition (NES) – GAMETEK
- Jeopardy! Junior Edition (NES) – GAMETEK
- Silent Service (NES) – ULTRA GAMES

### 1990
- Double Dare (NES) – GAMETEK
- Wheel Of Fortune Family Edition (NES) – GAMETEK
- Jeopardy! 25th Anniversary Edition (NES) – GAMETEK
- The Amazing Spider-Man (Game Boy) – LJN
- Captain Skyhawk (NES) – MILTON BRADLEY
- Pin Bot (NES) – Nintendo
- Snake Rattle ‘N’ Roll (NES) – Nintendo
- Super Off Road (NES) – TRADEWEST
- Wizards & Warriors X: Fortress Of Fear (Game Boy) – ACCLAIM
- Narc (NES) – ACCLAIM
- A Nightmare On Elm Street (NES) – LJN
- Super Glove Ball (NES) – MATTEL
- Cabal (NES) – MILTON BRADLEY
- Time Lord (NES) – MILTON BRADLEY
- Arch Rivals (NES) – ACCLAIM
- WWF Wrestlemania CHALLENGE (NES) – LJN
- Solar Jetman (NES) – TRADEWEST

### 1991
- Digger T. Rock (NES) – MILTON BRADLEY
- WWF Superstars (Game Boy) – LJN
- Battletoads (NES, Game Boy) – TRADEWEST
- Beetlejuice (NES) – LJN
- Super R.C. Pro-AM (Game Boy) – Nintendo
- High Speed (NES) – TRADEWEST
- Sneaky Snakes (Game Boy) – TRADEWEST
- Sesame Street ABC & 123 (NES) – HI TECH
- Pirates! (NES) – ULTRA GAMES

### 1992
- Wizards & Warriors III (NES) – ACCLAIM
- Beetlejuice (Game Boy) – LJN
- Indy Heat (NES) – TRADEWEST
- R.C. Pro-AM II (NES) – TRADEWEST
- Championdhip Pro-AM (Mega Drive) – TRADEWEST

### 1993
- Battletoads (Mega Drive, Game Gear) – TRADEWEST
- Battletoads Double Dragon (NES, SNES, Mega Drive, Game Boy) – TRADEWEST
- Battletoads In Ragnarok’s World (Game Boy) – TRADEWEST
- Battletoads In Battlemaniacs (SNES) – TRADEWEST
- X The Ball (Arcade) – CAPCOM/BRENT WALKER/TECMO
- Snake Rattle ‘N’ Roll (Mega Drive) – SEGA/TRADEWEST

### 1994
- Monstrr Max (Game Boy) – TITUS
- Super Battletoads (Arcade) – Electronic Arts
- Donkey Kong Country (SNES) – NINTENDO
- Killer Instinct (Arcade) – WILLIAMS

### 1995
- Donkey Kong LAND (Game Boy) – Nintendo
- Killer Instinct (SNES, Game Boy) – Nintendo
- Donkey Kong COUNTRY 2 (SNES) – Nintendo

### 1996
- Killer Instinct 2 (Arcade) – WILLIAMS
- Ken Griffey Jr.’s Winning Run (SNES) – Nintendo
- Donkey Kong Land 2 (Game Boy) – Nintendo
- Donkey Kong Country 3 (SNES) – Nintendo
- Killer Instinct Gold (N64) – Nintendo

### 1997
- Blast Corps (N64) – Nintendo
- Goldeneye (N64) – Nintendo
- Diddy Kong Racing (N64) – Rare
- Donkey Kong Land III (Game Boy) – Nintendo

### 1998
- Banjo-Kazooie (N64) – Nintendo

### 1999
- Conker’s Pocket Tales (GBC) – Rare
- Jet Force Gemini (N64) – Rare
- Donkey Kong 64 (N64) – Nintendo
- Mickey’s Racing Adventure (GBC) – Nintendo

### 2000
- Perfect Dark (N64, GBC) – Rare
- Donkey Kong Country (GBC) – Nintendo
- Mickey’s Speedway USA (N64) – Nintendo
- Banjo-Tooie (N64) – Nintendo

### 2001
- Mickey’s Speedway USA (GBC) – Nintendo
- Conker’s Bad Fur Day (N64) – Rare

### 2002
- Star Fox Adventures (GameCube) – Nintendo

### 2003
- Donkey Kong Country (GBA) – Nintendo
- Banjo-Kazooie: Grunty's Revenge (GBA) – THQ
- Grabbed By The Ghoulies (Xbox) – MGS

### 2004
- Sabre Wulf (GBA) – THQ
- Donkey Kong Country 2 (GBA) – Nintendo
- It's Mr. Pants (GBA) – THQ

### 2005
- Banjo Pilot (GBA) – THQ
- Conker: Live And Reloaded (Xbox) – MGS
- Donkey Kong Country 3 (GBA) – Nintendo
- Kameo: Elements Of Power (Xbox 360) – MGS
- Perfect Dark Zero (Xbox 360) – MGS

### 2006
- Viva Piñata (Xbox 360)- MGS

### 2007
- Jetpac Refuelled (Xbox 360)- MGS
- Diddy Kong Racing DS (Nintendo DS) – Nintendo

### 2008
- Viva Piñata: Trouble in Paradise (Xbox 360) - MGS
- Banjo-Kazooie: Nuts and Bolts (Xbox 360) - MGS
- Viva Pinata DS (Nintendo DS) – THQ

### Készítés alatt
Kinect Sports (Xbox 360) - MGS

### Mobil játékok
A Rare engedélyt adott néhány GBA-s játékuk, mobil telefonra való portolására is. Az átiratokat az IN-FUSIO készítette. A Banjo-Kazooie Grounty's Revenge Missions-on kívül, mindegyik játék, a Game Boy-os változat tökéletes átirata.
- Banjo-Kazooie Grounty's Revenge Mobile
- Banjo-Kazooie Grounty's Revenge Missions (mini játék gyűjtemény)
- It's Mr. Pants Mobile
- Sabre Wulf Mobile

### PC-s játékok
A 2007-es E3-on bejelentették első játékukat, ami PC-re fog megjelenni. A portot nem ők készítik és egyelőre nincs hír arról, hogy ezt további játékok követnék.
- Viva Piñata (PC) – MGS (a portolást a Climax végzi)